# Дизалице
Дизалице су врста транспортних уређаја који се праве од метала, челика и гвожђа. Постоји више врста дизалица које служе за подизање ствари, као што су грађевинска дизалица, бродска и лучка, камионска дизалица, разне врсте мобилних дизалица итд. Дизалице морају бити од метала или челика ради чврстоће како би могле да подижу ствари. Дизалица се састоји од витла, челичне ужади или ланаца те куке. Користи се за подизање и спуштање, али и за хоризонтално помицање предмета.
Прве дизалице употребљаване су већ давно у домаћинству, на пример за држање лонца за кување и његово премештање с ватре или на њу. Стари Грци су вероватно изумели и почели да примењују прве грађевинске дизалице. Египћани су их користили у изградњи пирамида. У средњем веку у употребу су ушле прве лучке дизалице, за утовар и истовар терета с бродова, а касније и за њихову изградњу.
Гумени пуфери су неопходни за омекшавање дизалице за дизање у случају удара на крајњим крајевима или било којим другим дизалицама.

## Историја

### Древни Блиски исток
Први тип кранске машине био је шадоуф, који је имао полужни механизам и служио је за подизање воде за наводњавање. Он је измишљен у Месопотамији (модерни Ирак) око 3000. године пре нове ере. Шадоуф се касније појавио у староегипатској технологији око 2000. године пре нове ере.

### Античка Грчка
Кран за подизање тешких терета развили су стари Грци крајем 6. века п. н. е. Археолошки запис показује да је најкасније до око 515. године п. н. е. на каменим блоковима грчких храмова почињу да се појављују карактеристични засеци за клијешта за подизање и луисова гвожђа. Пошто ови отвори указују на употребу уређаја за подизање, и пошто се могу наћи или изнад центра гравитације блока, или у паровима на једнакој удаљености од тачке изнад центра гравитације, археолози их сматрају позитивним потребним доказима за постојање дизалице.
Увођење витла и чекрка убрзо је довело до широко распрострањене замене рампи као главног средства за вертикално кретање. Током наредних 200 година, грчка градилишта су била сведок наглог смањења тежина којима се рукује, пошто је нова техника подизања учинила употребу неколико мањих камена практичнијим од мање већих. За разлику од архаичног периода са шаблоном све већих величина блокова, грчки храмови класичног доба попут Партенона су увек имали камене блокове тежине мање од 15–20 метричких тона. Такође, пракса подизања великих монолитних стубова је практично напуштена у корист употребе неколико стубних бубњева.
Иако су тачне околности преласка са рампе на технологију дизалица остале нејасне, тврди се да су нестабилни друштвени и политички услови у Грчкој били погоднији за запошљавање малих, професионалних грађевинских тимова него великих група неквалификоване радне снаге, чинећи кран преферентнијим за грчке полисе у односу на радно интензивнијих рампи које су биле норма у аутократским друштвима Египта или Асирије.
Први недвосмислени књижевни докази о постојању сложеног система ременица појављују се у Механичким проблемима (Mech. 18, 853a32–853b13) који се приписују Аристотелу (384–322. п. н. е.), али су можда састављени нешто касније. Отприлике у исто време, величине блокова у грчким храмовима поново су почеле да се подударају са својим архаичним претходницима, што указује да је софистициранија сложена ременица до тада морала наћи свој пут до грчких градилишта.

### Римско царство
Процват крана у античко доба дошао је за време Римског царства, када је грађевинска активност порасла, а зграде достигле огромне димензије. Римљани су усвојили грчки кран и даље га развили. Доступне су релативно подробне информације о њиховим техникама подизања, захваљујући прилично дугачким извештајима инжењера Витрувија (De Architectura 10.2, 1–10) и Херона Александријског (Mechanica 3.2–5). Постоје и два сачувана рељефа римских дизалица са покретним точковима, а посебно је детаљан надгробни споменик Хатерија из касног првог века нове ере.
Најједноставнији римски кран, триспастос, састојао се од једног крака, витла, ужета и блока који је садржао три котура. Имајући тако механичку предност од 3:1, израчунато је да би један човек који ради на витлу могао да подигне 150 kg (330 lb) (3 ременице x 50 kg (110 lb) = 150), под претпоставком да 50 kg (110 lb) представљају максимални напор који човек може да уложи у дужем временском периоду. Тежи типови дизалица су имали пет котура (пентаспастос) или, у случају највећег, сет од три са пет котура (полиспастос) и долазили су са два, три или четири стуба, у зависности од максималног оптерећења. Полиспастос, када на њему раде четири човека са обе стране витла, могао је лако да подигне 3.000 kg (6.600 lb) (3 ужета x 5 котура x 4 човека x 50 kg (110 lb) = 3.000 kg (6.600 lb)). Ако би се витло заменило газећим точком, максимално оптерећење би се могло удвостручити на 6.000 kg (13.000 lb) само са половином посаде, будући да газни точак има много већу механичку предност због свог већег пречника. То је значило да је, у поређењу са изградњом древних египатских пирамида, где је око 50 људи било потребно да се камени блок од 2,5 тоне помери уз рампу (50 kg (110 lb) по особи), доказала способност подизања римског полиспаста била је 60 пута већа (3.000 kg (6.600 lb) по особи).

## Врсте дизалица
Постоје многе врсте дизалица за бројне видове примена, као што су грађевинска дизалица, бродска и лучка, камионска дизалица, разне врсте мобилних дизалица итд.